# Discocolla pyrina
Discocolla pyrina är en svampart som beskrevs av Prill. & Delacr. 1894. Discocolla pyrina ingår i släktet Discocolla, divisionen sporsäcksvampar och riket svampar.   Inga underarter finns listade i Catalogue of Life.